# Gran Premi d'Itàlia del 1970
Resultats del Gran Premi d'Itàlia de Fórmula 1 de la temporada 1970 disputat al circuit de Monza el 6 de setembre del 1970.

## Resultats
| Pos | No | Pilot                | Equip                | Voltes | Temps/ Retirada          | Pos. de sortida | Punts |
| --- | -- | -------------------- | -------------------- | ------ | ------------------------ | --------------- | ----- |
| 1   | 4  | Clay Regazzoni       | Ferrari              | 68     | 1h 39' 07. 1             | 3               | 9     |
| 2   | 18 | Jackie Stewart       | March - Ford         | 68     | + 5.73 s                 | 4               | 6     |
| 3   | 40 | Jean-Pierre Beltoise | Matra                | 68     | + 5.8 s                  | 14              | 4     |
| 4   | 30 | Denny Hulme          | McLaren - Ford       | 68     | + 6.15 s                 | 9               | 3     |
| 5   | 46 | Rolf Stommelen       | Brabham - Ford       | 68     | + 6.41 s                 | 17              | 2     |
| 6   | 20 | François Cevert      | March - Ford         | 68     | + 1' 03. 46 min.         | 11              | 1     |
| 7   | 48 | Chris Amon           | March - Ford         | 67     | + 1 Volta                | 18              |       |
| 8   | 34 | Andrea de Adamich    | McLaren - Alfa Romeo | 61     | + 7 Voltes               | 12              |       |
| NC  | 32 | Peter Gethin         | McLaren - Ford       | 60     | No Classificat           | 16              |       |
| Ret | 8  | Jackie Oliver        | BRM                  | 36     | Motor                    | 6               |       |
| Ret | 52 | Ronnie Peterson      | March - Ford         | 35     | Motor                    | 13              |       |
| Ret | 44 | Jack Brabham         | Brabham - Ford       | 31     | Accident                 | 8               |       |
| Ret | 2  | Jacky Ickx           | Ferrari              | 25     | Embragatge               | 1               |       |
| Ret | 12 | George Eaton         | BRM                  | 21     | Sobreescalfament         | 20              |       |
| Ret | 54 | Tim Schenken         | De Tomaso - Ford     | 17     | Motor                    | 19              |       |
| Ret | 6  | Ignazio Giunti       | Ferrari              | 14     | Prob. amb el combustible | 15              |       |
| Ret | 42 | Henri Pescarolo      | Matra                | 14     | Motor                    | 5               |       |
| Ret | 10 | Pedro Rodríguez      | BRM                  | 12     | Motor                    | 2               |       |
| Ret | 50 | Jo Siffert           | March - Ford         | 3      | Motor                    | 7               |       |
| Ret | 14 | John Surtees         | Surtees - Ford       | 0      | Part elèctrica           | 10              |       |
| WD  | 28 | Graham Hill          | Lotus - Ford         |        | Retirat per acc. Rindt   |                 |       |
| WD  | 24 | John Miles           | Lotus - Ford         |        | Retirat per acc. Rindt   |                 |       |
| NVS | 22 | Jochen Rindt         | Lotus - Ford         |        | Accident Mortal          |                 |       |
| NVQ | 38 | Jo Bonnier           | McLaren - Ford       |        |                          |                 |       |
| WD  | 26 | Emerson Fittipaldi   | Lotus - Ford         |        | Retirat per acc. Rindt   |                 |       |
| NVQ | 36 | Nanni Galli          | McLaren - Alfa Romeo |        |                          |                 |       |
| NVQ | 56 | Silvio Moser         | Bellasi - Ford       |        |                          |                 |       |

## Altres
- Pole: Jacky Ickx 1' 24. 14

- Volta ràpida: Clay Regazzoni 1' 25. 2 (a la volta 65)

- Jochen Rindt va morir en un accident a les proves de qualificació del dia anterior al GP.[2]